# M&M Militzer & Münch
M&M Militzer & Münch (Marktauftritt M&M) ist ein international tätiger Speditions- und Logistikkonzern mit Sitz in St. Gallen in der Schweiz.
Die unter dem Konzerndach der M&M Militzer & Münch International Holding AG organisierte Unternehmensgruppe ist mit rund 100 Standorten in fast 40 Ländern vertreten. Sie ist zum einen im innereuropäische Speditionsgeschäft, zum anderen im Warenverkehr weltweit tätig. Hierbei erfolgt der Transport der Güter per Bahn, Lastwagen sowie mittels See- und Luftfracht. 

## Geschichte

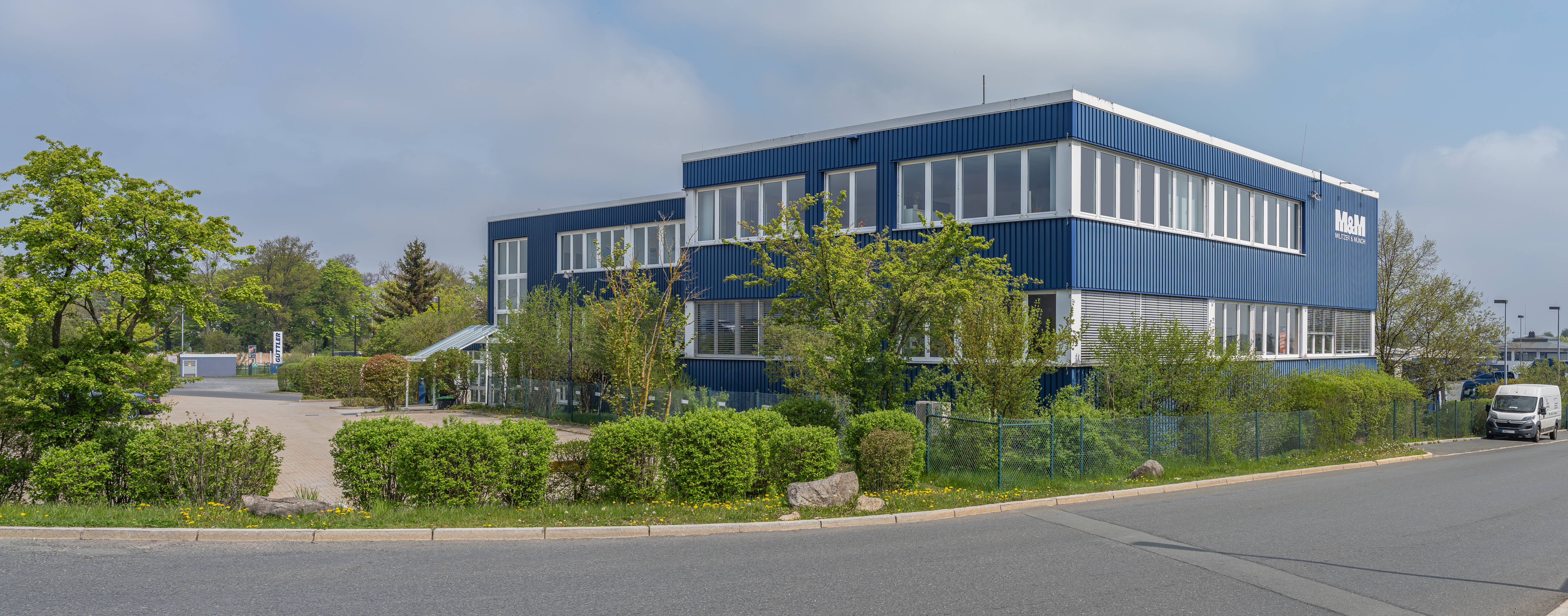
Ansicht der Niederlassung in Hof-Hohensaas

Das Unternehmen wurde 1880 im bayerischen Hof unter dem Namen Militzer & Münch durch Richard Militzer und Werner Münch als Spediteur der Königlichen Bayerischen Staats-Eisenbahn gegründet. Zwischen 1898 und 1920 gründet das Unternehmen weitere fünf Niederlassungen in Bayern. Auch heute ist Militzer & Münch Deutschland mit eigenen Niederlassungen bundesweit vertreten.
In den 1930er Jahren übernahm Militzer & Münch die Fracht-Agentur von See-Reedereien und von Luftfahrtgesellschaften. 1949 wurde Militzer & Münch zum offiziellen IATA Agenten ernannt. Später wurden die Filiale in Hamburg und das 1962 eröffnete erste Luftfrachtcenter am Frankfurter Flughafen gegründet.
Anfang der 1960er Jahre begann die mittlerweile im internationalen Speditionsgeschäft tätige M&M den Warenverkehr nach Iran aufzubauen. Dort gründeten 1961 private iranische Investoren die PTB Perse International Forwarding Company, zu der eine partnerschaftliche Geschäftsbeziehung bestand.
1970 gründete M&M in Griechenland ihre erste ausländische Tochtergesellschaft. In den Jahren darauf folgten weitere Tochterunternehmen in Frankreich (1976), in der Schweiz (1980), in Italien und in der Türkei (beide 1985). 1986 wurde als Konzernmutter die M&M Militzer & Münch International Holding AG in St. Gallen gegründet und die einzelnen Ländergesellschaften wurden dort eingegliedert.
Im Verlauf der 1980er Jahre rückten M&M und der Kooperationspartner PTB näher zusammen. Yousef Sherkati, Mitglied des Familienunternehmens PTB Perse International Forwarding Company, übernahm 1988 für zwei Jahre die Geschäftsführung der M&M Militzer & Münch AG in St. Gallen. 1989 wurde Sherkati Verwaltungsratsmitglied der M&M Militzer & Münch International Holding und ab 1994 Geschäftsführer der gesamten M&M-Gruppe.
Mit der politischen und wirtschaftlichen Öffnung Osteuropas gründete M&M ab 1991 in Osteuropa und den unabhängig gewordenen Staaten der ehemaligen Sowjetunion neue Tochtergesellschaften. Außerdem wurden in den 1990er Jahren weitere Tochterunternehmen in Marokko und Tunesien sowie in China gegründet.
2001 wurde M&M Militzer & Münch unter der Leitung von Yousef Sherkati in den ebenfalls in St. Gallen ansässigen und im Transport- und Logistikbereich tätigen TransInvest-Konzern, zu dessen Haupteigentümern Sherkati gehörte, als Tochtergesellschaft integriert.